# Contea di Shelburne
La contea di Shelburne è una contea della Nuova Scozia in Canada. Al 2006 contava una popolazione di 15.544 abitanti.